# Хундвиль
Хундвиль (нем. Hundwil) — коммуна в Швейцарии, в кантоне Аппенцелль-Ауссерроден. 
Население составляет 987 человек (на 31 декабря 2006 года). Официальный код  —  3002.

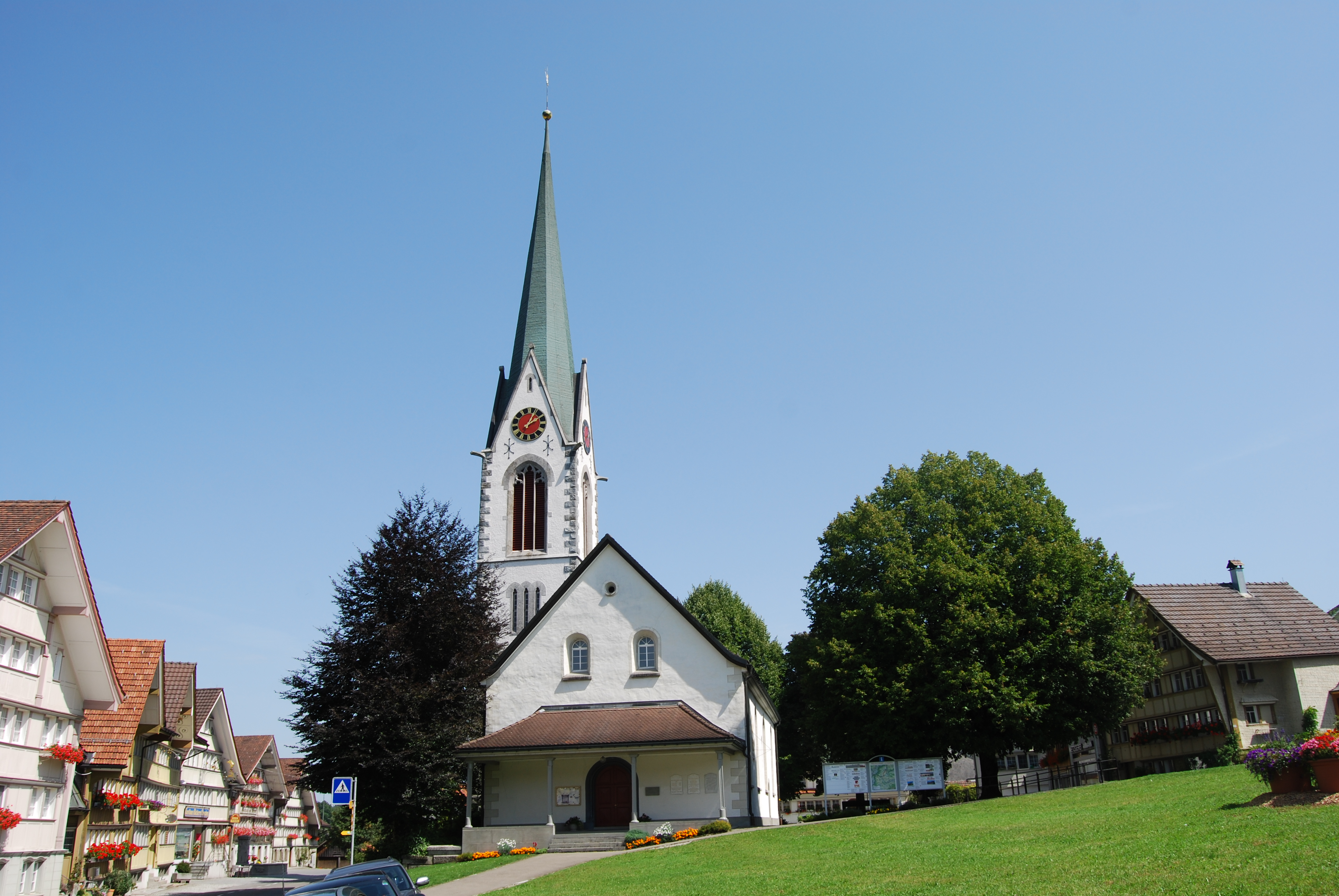
Хундвиль